# Clavette (ginnastica ritmica)
Le clavette sono uno dei cinque attrezzi utilizzati nella ginnastica ritmica.

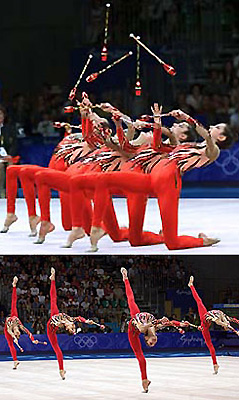
Esecuzione di gruppo alle clavette della nazionale greca alle Olimpiadi di Sidney del 2000

Sono simili a birilli dalla forma allungata.
Le clavette possono essere lunghe da 40 a 50 cm, avere un peso minimo di 150g, e ciascuna deve essere realizzata in materiale sintetico.
All'estremità del collo della clavetta è presente un elemento sferico che ne facilita la presa, l'impugnatura, e permette di girarla.
Obbligatoriamente, negli esercizi, vengono usate due clavette.
Il gruppo corporeo delle clavette sono gli equilibrii.
Ovvi anche i lanci, è necessario ruotarle spesso in un esercizio, e quando una sola clavetta è in aria, è necessario muoverla, solitamente si passa sotto una gamba ma si può anche ruotare fino all'arrivo dell'attrezzo o in altri svariati modi. In un equilibrio i movimenti come in qualsiasi altro movimento devono essere molto vari, si possono anche fare lancetti minimi come un giocoliere.
I lanci con quest'attrezzo non sono molto vasti, contrario delle riprese, da dietro, semplicemente da davanti, con le gambe, su un salto, con il piede a terra o in piedi.
Le clavette, inoltre, si possono riprendere su lancio ed è uno degli attrezzi più difficili della ritmica.